# Międzykontynentalny pocisk balistyczny

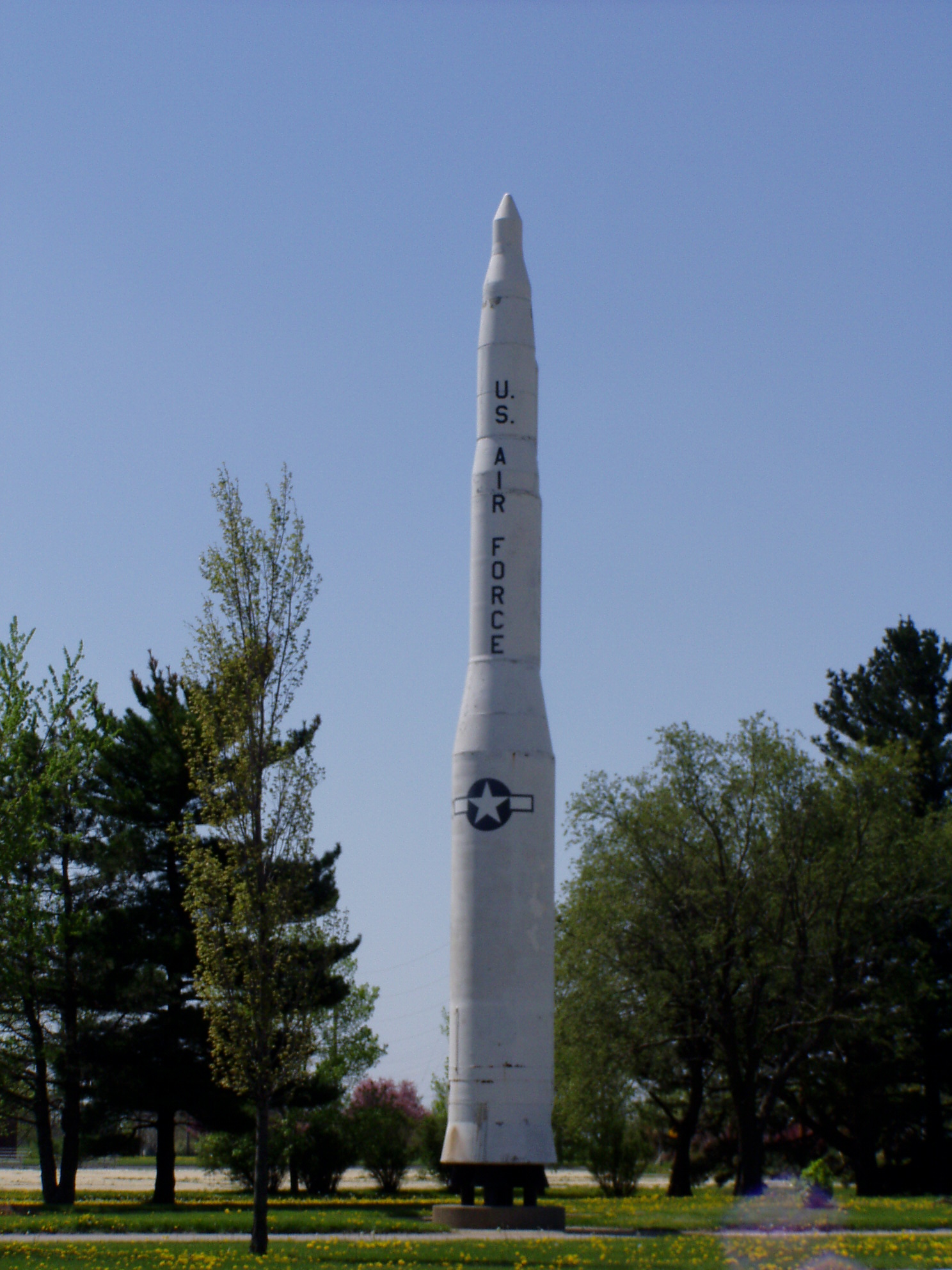
Międzykontynentalny pocisk balistyczny Minuteman

Międzykontynentalny pocisk balistyczny, ICBM (ang. intercontinental ballistic missile) – rakietowy pocisk balistyczny międzykontynentalnego zasięgu, dla którego mierzona w linii prostej po powierzchni Ziemi maksymalna odległość między punktem startu a celem przekracza 5500 km. Kategoria ta związana jest z najpowszechniej na świecie przyjętym amerykańskim podziałem pocisków balistycznych według ich zasięgu.
Według amerykańskiej i natowskiej klasyfikacji pociski balistyczne dzielone są na:
- pociski międzykontynentalne: powyżej 5500 km
- pociski pośredniego zasięgu: od 3000 do 5500 km
- pociski średniego zasięgu: od 1000 do 3000 km
- pociski krótkiego zasięgu: do 1000 km.